# 金萬重
金 萬重（キム マンヂュン、김만중、1637年3月6日 - 1692年6月14日）は李氏朝鮮の政治家、小説家。字は重叔、号は西浦。

## 人物
名門の光山金氏出身で、父の金益謙は彼が生まれる前、丙子の乱に悲憤し自刃したため、歴代宰相家の母方の尹氏の薫陶を受けて育つ。29歳のとき科挙の文科に及第し、暗行御史として、忠清道、慶尚道、全羅道などを回り、王の秘書役である承旨を務め、工曹判書、大司憲、大提学（正二品）の位にまで上ったが、47歳のとき、粛宗が宮女の張氏を寵愛したのを、経筵の席上で諫めたため、怒りを買い平安道宣川に流配され、また西人派であった彼は党争に巻き込まれ、慶尚道南海島で没した。
朝鮮国文学発展の先駆者で、同地で書いたといわれるハングル小説『九雲夢』『謝氏南征記』は、漢文崇拝の当時の風潮のなかでは画期的なことであった。ほかに『尹氏行状記』や、詩文集『西浦集』、随筆集『西浦漫筆』などがある。代表作の『九雲夢』は母親のために執筆したとされ、功名富貴も一場の春夢にすぎないという仏教的悟りを、楊少遊という貴族の一生を通じて描く。『謝氏南征記』は、粛宗が王妃を廃した事件を、貴族の家庭の妻妾間の葛藤に仮託した作品である。